# God's Not Dead: We The People
God's Not Dead: We The People (bra: Deus Não Está Morto - O Próximo Capítulo) é um filme cristão de 2021 dirigido por Vance Null. É o quarto filme da franquia God's Not Dead, e foi lançado em três noites no cinema em 4 de outubro de 2021. No Brasil, foi lançado pela California Filmes nos cinemas em 11 de novembro de 2021.

## Produção
A produção do filme foi anunciada no Instagram de David AR White no final de 2020. Foi filmado em Oklahoma durante a pandemia COVID-19.

## Recepção
Steve Pulaski, da Influx Magazine, deu ao filme uma rara nota "F", criticando o enredo e a mensagem dizendo que "não é apenas o pior de uma série já mal concebida, mas é tão deplorável que o status de evento de apenas três noites nos cinemas, pelo menos, garante que um número significativamente menor de pessoas o verá." 
Christian Toto atribuiu a nota 2.5/4 dizendo que "o quarto filme da franquia cristã enfraquece as elites, finalmente".